# Homoeocera rodriguezi
Homoeocera rodriguezi är en fjärilsart som beskrevs av Druce 1890. Homoeocera rodriguezi ingår i släktet Homoeocera och familjen björnspinnare. Inga underarter finns listade i Catalogue of Life.